# Francisca Aparicio
Francisca Aparicio Mérida (Ciudad de Guatemala, 2 de julio de 1858-Berna, 30 de enero de 1943) fue una socialité guatemalteca, que fue primera dama de Guatemala de 1874 a 1885, al ser esposa del presidente  Justo Rufino Barrios. Tras la muerte de Barrios en la batalla de Chalchuapa, Aparicio se casó con el noble español José Martínez de Roda en Nueva York, convirtiéndose en marquesa consorte de Vistabella, trasladándose primero a España y tras enviudar de nuevo en 1899, se trasladó a Suiza hasta su muerte.

## Biografía

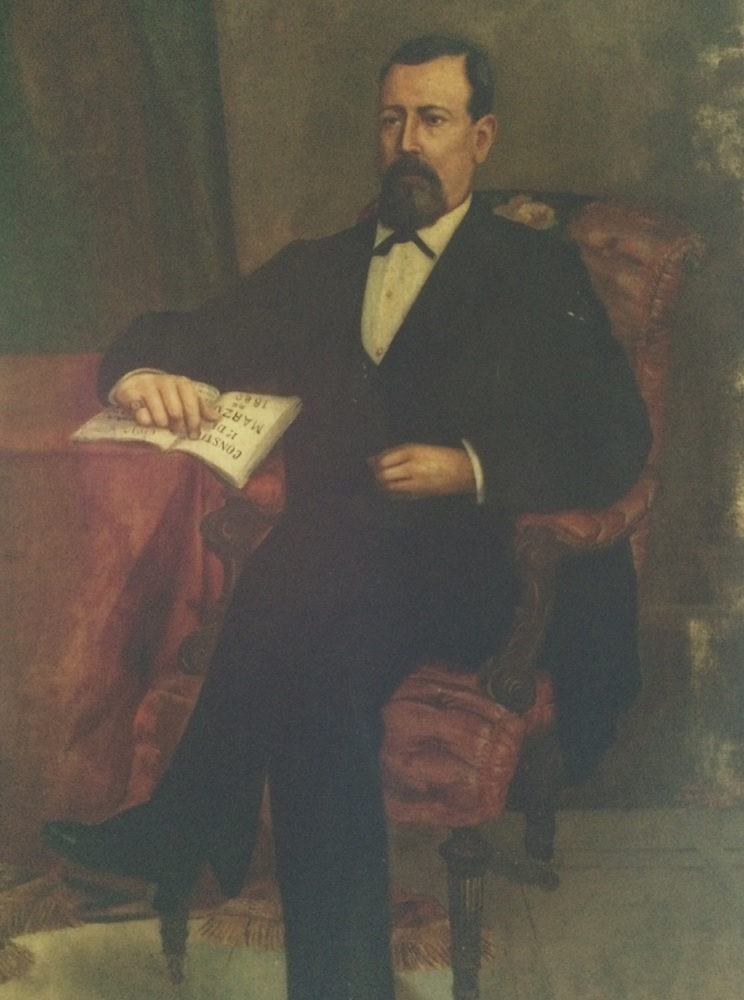
Retrato de su primer esposo, el general Justo Rufino Barrios.

Francisca Aparicio nació en Guatemala, hija de Juan José Aparicio y Limón, y Francisca Mérida Estrada. Estudió en el Colegio Belén, con las monjas ursulinas. 

### Matrimonio con Barrios y terremoto de 1874
Se casó con Justo Rufino Barrios —entonces presidente de Guatemala— el 24 de julio de 1874, cuando ella tenía 16 años y él tenía 39 años. En agosto se iniciaron movimientos sísmicos en el área de Chimaltenango, pero nadie les puso atención pues la población estaba acostumbrada a que temblara con cierta frecuencia; es más, no impidieron que se celebrara una gran gala en honor al enlace matrimonial del presidente Barrios con su joven esposa.
Pero el 3 de septiembre de 1874 hubo un devastador terremoto que no solamente destruyó completamente el pueblo de Parramos,
 sino que bandas de forajidos armados con cuchillos y otras armas punzocortantes intentaron asaltar a los damnificados y robarles lo poco que les quedaba; afortunadamente, las bandas fueron capturadas por la policía del gobierno del general Justo Rufino Barrios y ejecutadas sumariamente.
Con el presidente Barrios procreó a Elena, María de la Luz, José Ignacio, María Josefa, Carlos, Rufino y Francisca.

### Tras la muerte de Barrios
En 1885, a la muerte del Presidente Barrios, se radicó en Estados Unidos y, después, en España, donde el político liberal Antonio Cánovas del Castillo la presentó a la nobleza española. Heredó una considerable fortuna, producto de ser la heredera universal de Justo Rufino Barrios, quien la acumuló durante los años que sirvió como presidente de Guatemala.
En su segunda boda, celebrada en Nueva York, en 1892, se casó con José Martínez de Roda, marqués de Vistabella. Al no haber tenido descendencia, el marquesado pasó a los hijos que había procreado con Barrios.
Tras la muerte de Barrios, su familia abandonó el país casi inmediatamente tras los funerales y se marchó hacia Nueva York, donde residía parte de los Aparicio, quienes se dedicaban a la exportación de café desde Guatemala. Francisca Aparicio se instaló con sus hijos en una hermosa casa ubicada en la 5.a avenida número 855, frente al Parque Central de Nueva York; habiendo heredado más de 30 millones de pesos tras la muerte de Barrios, ofrecía bailes de sociedad que fueron siempre un acontecimiento y en los que ella se presentaba lujosamente vestida acompañada de sus hijas y de las señoritas Aparicio. Los salones estaban adornados con plantas raras, en un escenario decorado por un tramoyista de la Metropolitan Opera House. Esa misma orquesta amenizaba las fiestas en donde se servían cenas suculentas.
Los Barrios y Aparicio se trasladaron a España, donde Antonio Cánovas del Castillo fue su enlace con la nobleza española. En 1892, Francisca, que ya tenía treinta y cuatro años, celebró sus segundas nupcias, en Nueva York, con José Martínez de Roda, Marqués de Vistabella y quien representaba a Granada en la cámara de diputados.

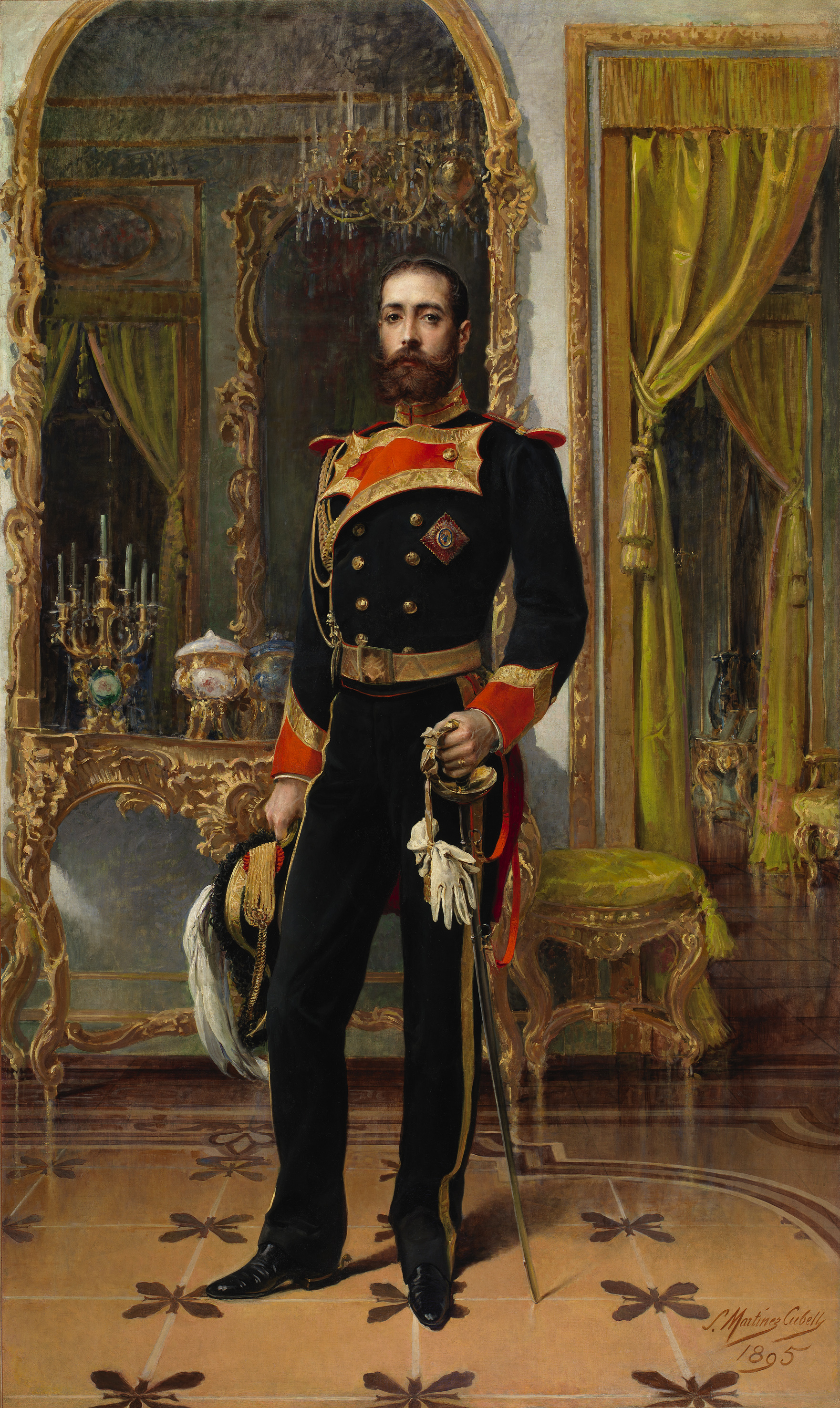
José Martínez de Roda, primer marqués de Vistabella. Salvador Martínez Cubells. 1895 (Museo del Prado)

Sus hijos varones José Ignacio y Carlos estudiaron en el colegio de Jesuitas, pero fallecieron antes de cumplir los veinte años, por diversas causas. Francisca Aparicio volvió a enviudar y falleció en 1943, mientras que su hija mayor y compañera inseparable -Elena Barrios y Aparicio, III marquesa de Vistabella- falleció al año siguiente.
| Nombre                           | Retrato | Nacimiento Fallecimiento | Parentesco                 | Descripción |
| -------------------------------- | ------- | ------------------------ | -------------------------- | --- |
| Elena Barrios Aparicio           |         | 1875-1944                | Hija de Francisca Aparicio | Elena -a la izquierda de la fotografía, junto a su hermana María de la Luz Barrios Aparicio- murió soltera aunque heredó de su madre el título de tercera Marquesa de Vistabella. En honor ella la avenida del Hospital San Juan de Dios en la Ciudad de Guatemala se llamó «Avenida Elena». |
| María de la Luz Barrios Aparicio |         | 1876-1949                | Hija de Francisca Aparicio | Nació en la ciudad de Guatemala en 1876 y falleció en Madrid, España el 2 de marzo de 1949. En la fotografía aparece con su hijo -el único nieto del general Justo Rufino Barrios con doña Francisca Aparicio Mérida, Carlos Alcalá Galiano y Barrios, tercer vizconde del Pontón (1913-1937)-. Maria de la Luz se casó el 25 de enero de 1911 con Juan Alcalá Galiano y Osma, primer conde de Romilla. Carlos Alcalá Galiano y Barrios falleció durante la guerra civil española, por lo que no hay descendencia de los esposos Barrios Aparicio. |
| María Josefa Barrios Aparicio    |         | 1878?-1959               | Hija de Francisca Aparicio | Fue la tercera hija del matrimonio de Justo Rufino Barrios y Francisca Aparicio; en la fotografía aparece primera de izquierda a derecha sentada en la baranda. Al igual que sus hermanas, participó en las tertulias literarias que eran frecuentes en su casa en su natal ciudad de Quetzaltenango. En el inventario del Museo del Prado, en Madrid, se encuentra una hermosa estatuilla rococó de Albert Carrier Belleuse, como un legado de María Josefa. Se casó en junio de 1916 con el oficial del Ejército Tomás Terrazas y Azpeitia, marqués de la Ensenada. Terrazas y Azpetia, el IV marqués de la Ensenada, heredó el título de sus antepasados y murió en 1923. María Josefa vivió 36 años más y falleció el 11 de abril de 1959. Fue la última descendiente directa de la familia. María Josefa, además del título de marquesa de la Ensenada, recibió el de IV marquesa de Vista Bella, debido a que sucedió a su hermana mayor, Elena, tras las muerte de ésta. |

| Predecesor: María y García Granados Rafaela Monterroso Cardona de Orantes | primera dama de la Nación 1873-1885 | Sucesor: Rafaela Monterroso Cardona de Orantes Carmen Ramírez de Sinibaldi |
| Predecesor:                                                               | Marquesa de Vistabella 1892-1943    | Sucesor: Elena Barrios y Aparicio (como marquesa)                          |